# Bačija
Bačija (en serbe cyrillique : Бачија) est un village de Serbie situé dans la municipalité de Sjenica, district de Zlatibor. Au recensement de 2011, il comptait 24 habitants.

## Démographie
| 1948 | 1953 | 1961 | 1971 | 1981 | 1991 | 2002 | 2011 |
| ---- | ---- | ---- | ---- | ---- | ---- | ---- | ---- |
| 252  | 284  | 241  | 158  | 69   | 57   | 30   | 24   |

|  |